# Мерзликин, Андрей Ильич
Андре́й Ильи́ч Мерзли́кин (род. 24 марта 1973, Калининград, Московская область) — российский актёр театра, кино, телевидения, озвучивания и дубляжа, кинорежиссёр и телеведущий; Заслуженный артист Российской Федерации (2018).

## Биография
Родился 24 марта 1973 года в подмосковном Калининграде (сейчас Королёв). Окончив 8 классов, он поступил в Калининградский механический техникум в 1988 году, а окончил в 1992 году уже КТКМТ (Калининградский техникум космического машиностроения и технологии). Защитил диплом по специальности «Приборы управления» с присвоением квалификации «радиотехник». После техникума с товарищами принял решение о поступлении в МТИ (Московский технологический институт).
После окончания Государственной академии сферы быта и услуг по специальности «Организация производства-менеджмент» в 1996 году, Мерзликин поступил во ВГИК на актёрский факультет в мастерскую Евгения Киндинова. Во ВГИКе в процессе обучения в институте получил приз за лучшую мужскую роль в короткометражном фильме «Как я провела лето» режиссёра Н. Погоничевой.
В 2000 году работал в международном проекте «Отель „Европа“» режиссёра Ивана Поповски, с ним объездил крупнейшие театральные фестивали Европы.
После окончании ВГИКа поступил на службу в театр Армена Джигарханяна. Был занят в спектаклях: «Ревизор», «Пороховая бочка», «Безумный день, или женитьба Фигаро», «Она в отсутствие любви и смерти», «Театр-убийца».
В кино исполнил одну из главных ролей в фильме «Бумер» режиссёра Петра Буслова. На сегодняшний день фильмография насчитывает более 120 фильмов.
За участие в фильме «Брестская крепость» А. И. Мерзликину вручили премию ФСБ за лучшую актёрскую работу за роль начальника погранзаставы Андрея Кижеватова.
С 2022 года актер выступает на концертах Всероссийского молодёжного оркестра национальных инструментов с художественной декламацией отрывков из произведений В. М. Шукшина.

## Общественная позиция
В 2022 году поддержал вторжение России на Украину.
В 2024 году стал доверенным лицом кандидата в президенты России Владимира Путина на пятый срок.

## Семья

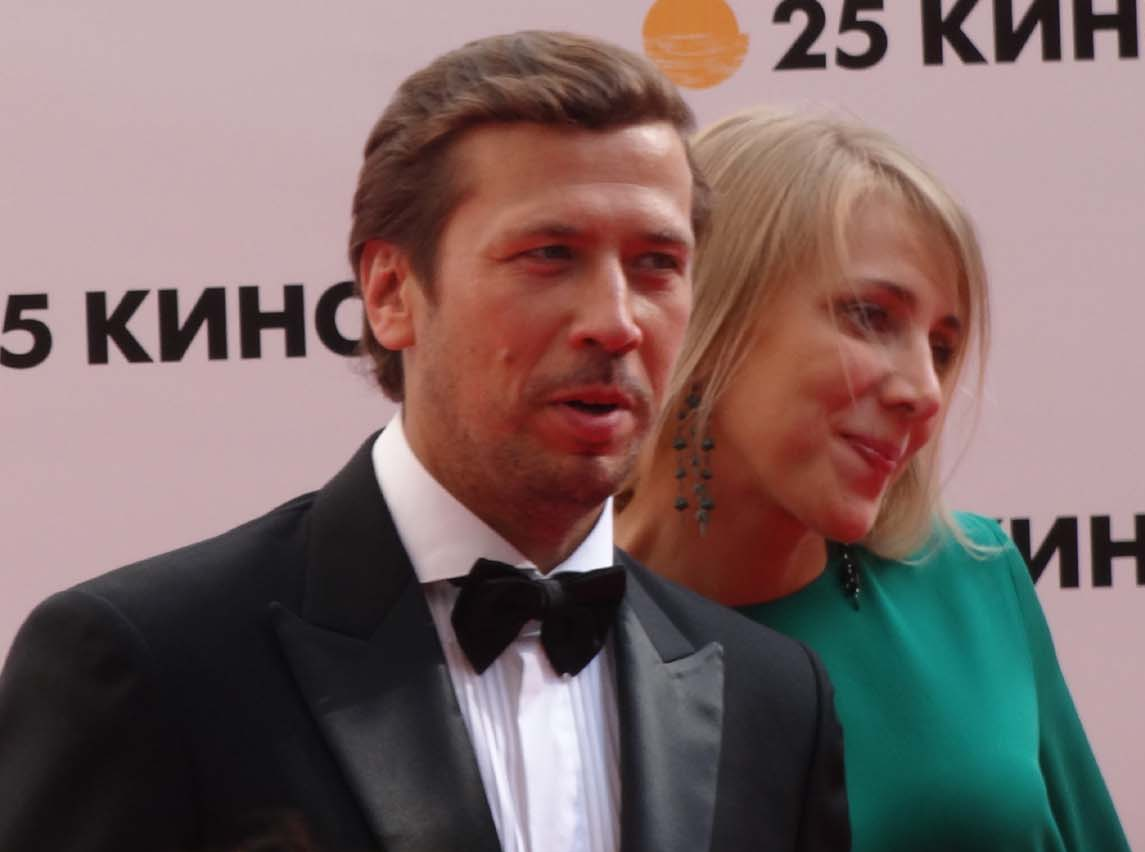
Андрей Мерзликин с женой Анной Осокиной

- Жена (с 2006 года[7]) — Анна Осокина (род. 1980)[8], психолог, работает директором и пресс-секретарём своего мужа[9].

14 июня 2025 года стало известно,  что Андрей Мерзликин, проживший с женой почти 20 лет, разводится.
Дети:
- - Сын — Фёдор (род. 2006).
  - Дочь — Серафима (род. 2008)[11].
  - Дочь — Евдокия (род. 2010)[12].
  - Сын — Макар (род. 2016)[9][13].

## Творчество

### Фильмография

#### Актёр
| Год       |     | Название                                                     | Роль |
| --------- | --- | ------------------------------------------------------------ | --- |
| 1997      | кор | Айлостера                                                    | Флай |
| 1998      | кор | Финал                                                        | Андрей |
| 1998      | ф   | Новости                                                      | капитан |
| 1998      | кор | Почему ты меня любишь?                                       | эпизод |
| 1999      | кор | Как я провела лето                                           | папа |
| 1999      | ф   | Любить по-русски 3: Губернатор                               | милиционер-«оборотень» |
| 1999      | ф   | Лицо французской национальности                              | милиционер |
| 2000      | кор | Ничего страшного                                             | медбрат |
| 2000      | кор | Тяжёлая работа старых мойр                                   | Имя персонажа не указано |
| 2000      | ф   | Старые клячи                                                 | лейтенант (в титрах не указан) |
| 2001      | с   | Дальнобойщики (девятнадцатая серия «Далеко от Москвы»)       | вертолётчик |
| 2002      | ф   | Леди Босс                                                    | сапёр |
| 2003      | ф   | Невеста по почте                                             | танцор |
| 2003      | ф   | Бумер                                                        | Пошпарин (Димон «Ошпаренный») |
| 2003      | с   | Вокзал                                                       | Роман Хоменко, следователь |
| 2004      | с   | Команда                                                      | Олег Грач, брат Виталия |
| 2004      | с   | Солдаты                                                      | водитель Audi (первый сезон, первая серия) |
| 2004      | ф   | Конвой PQ-17                                                 | Николай Лунин, командир подводной лодки |
| 2004      | с   | Красная капелла                                              | Мишель, член ФКП |
| 2004      | с   | Курсанты                                                     | Панасюк, старшина роты |
| 2004      | с   | Таксист                                                      | оперативник |
| 2004      | с   | Наваждение                                                   | Олег |
| 2004      | с   | Штрафбат (серии № 5, 6, 8)                                   | Вячеслав Бредунов, капитан РККА |
| 2005      | ф   | Жмурки                                                       | охранник «Михалыча» |
| 2005      | с   | Призвание                                                    | Крайнов |
| 2005      | ф   | Ночной продавец                                              | покупатель сигарет |
| 2005      | ф   | Убойная сила 6 (фильм № 4 «Благие намерения»)                | Кедров |
| 2006      | ф   | Franz + Polina                                               | Павел, брат Полины |
| 2006      | с   | Герой нашего времени                                         | Сёмин, поручик |
| 2006      | ф   | Одинокое небо                                                | Борис, фельдшер |
| 2006      | ф   | Бумер. Фильм второй                                          | Димон (Ошпаренный) |
| 2006      | ф   | Охота на пиранью                                             | «Штабс» |
| 2006      | ф   | Обратный отсчёт                                              | Макс Смирнов |
| 2006      | с   | Ваша честь (серия № 6)                                       | Попов |
| 2006      | ф   | Час пик                                                      | Юрий Смирнитский, друг детства Кости и любовник его жены |
| 2006      | ф   | Рассмешить Бога                                              | Игорь Квасков, следователь |
| 2007      | ф   | Май                                                          | Александр Гаевский, товарищ Евгения Печалина |
| 2007      | ф   | Русская игра                                                 | Кругель |
| 2008      | ф   | Качели                                                       | Сергей Макаров («Кувалда»), боец спецназа |
| 2008      | ф   | Плюс один                                                    | Макаров, капитан |
| 2008      | ф   | Обитаемый остров                                             | Фанк |
| 2009      | ф   | О, счастливчик!                                              | Саня «Фрегат» |
| 2009      | ф   | Переправа                                                    | Усов, капитан |
| 2009      | ф   | Заблудившийся (Казахстан)                                    | парень |
| 2009      | ф   | Веское основание для убийства                                | Коля Потапенко, брат Саши |
| 2009      | ф   | Россия 88                                                    | чиновник |
| 2009      | ф   | Горячие новости                                              | Олег Смирнов, оперативник |
| 2009      | с   | Исаев (часть вторая — «Пароль не нужен»)                     | Чен (Марейкис), чекист, резидент во Владивостоке |
| 2010      | ф   | Утомлённые солнцем 2: Предстояние                            | Николай, танкист |
| 2010      | ф   | Без права на ошибку                                          | «Художник» |
| 2010      | ф   | Двое                                                         | Алексей Бурьян, партизан |
| 2010      | ф   | Гидравлика                                                   | Сергей Самсонов («Сэм»), вор |
| 2010      | с   | Семейный дом                                                 | Соколов, муж Жени |
| 2010      | с   | Единственный мужчина                                         | Андрей Волошин |
| 2010      | ф   | Брестская крепость                                           | Кижеватов, начальник девятой погранзаставы |
| 2011      | ф   | Утомлённые солнцем 2: Цитадель                               | Николай, танкист |
| 2011      | ф   | Борис Годунов                                                | Григорий Отрепьев |
| 2011      | ф   | Дом на обочине                                               | Александр |
| 2011      | ф   | Сильная                                                      | Андрей Сафронов, следователь |
| 2011      | с   | Забытый                                                      | Тампеев, бывший офицер-разведчик |
| 2011      | с   | Измена                                                       | Михаил Самарин, муж Натальи, хирург |
| 2011      | ф   | 4 дня в мае                                                  | Седых, советский разведчик |
| 2012      | с   | Синдром дракона                                              | Владимир Терехов, офицер госбезопасности |
| 2012      | ф   | Дочь баяниста                                                | Василий Синицин |
| 2012      | ф   | Золото                                                       | Зеленский, прокурор |
| 2012      | ф   | Если бы да кабы                                              | Руслан, спецагент, работающий под прикрытием; он же трансвестит Людка |
| 2012      | с   | Чкалов                                                       | Анисимов |
| 2012      | ф   | Рассказы (новелла «Мир крепежа»)                             | организатор свадеб |
| 2012      | ф   | Раз, два! Люблю тебя!                                        | Андрей, механик на шоколадной фабрике |
| 2012      | ф   | Шпион                                                        | радист Карпенко |
| 2013      | ф   | Пётр Лещенко. Всё, что было...                               | Георгий Храпак, боевой товарищ Петра Лещенко |
| 2013      | ф   | Иван сын Амира                                               | Андрей |
| 2013      | ф   | Дети Водолея                                                 | Мезенцев, врач-психиатр |
| 2013      | с   | Крик совы                                                    | Балахнин, майор милиции |
| 2013      | с   | Шерлок Холмс (фильм № 6 «Галифакс», серии № 11-12)           | Галифакс |
| 2013      | ф   | Кривое зеркало души                                          | лейтенант |
| 2013      | с   | Красные горы                                                 | Зотов, белогвардейский офицер |
| 2013      | ф   | Невидимки                                                    | Клебеев |
| 2013      | ф   | Самый длинный день                                           | Титов |
| 2013      | ф   | Новый старый дом                                             | Гера |
| 2013      | ф   | Однажды                                                      | Третьяков, уголовник |
| 2013      | с   | Свиридовы                                                    | Руслан Пилогаев |
| 2014      | с   | Ладога                                                       | Максим Кирсанов \ Сергей |
| 2014—2016 | с   | Молодёжка                                                    | Стрельцов, главный тренер, хоккеист |
| 2014      | ф   | Белые Росы. Возвращение                                      | Иван, муж Гали, отец Ани |
| 2014      | с   | Сердце Ангела                                                | Пожарский |
| 2014      | ф   | Волчье солнце                                                | Ромовский, генерал белоэмигрантских войск |
| 2014      | с   | Тальянка                                                     | Степан Веригин, лётчик дальней авиации |
| 2014      | ф   | Ёлки лохматые                                                | Лёха, вор |
| 2014      | ф   | Форт Росс: В поисках приключений                             | Кусков, комендант крепости Форт-Росс |
| 2014      | ф   | Новогоднее счастье                                           | Лёва |
| 2014      | кор | Долл                                                         | Рудольф, начальник Михаила |
| 2015      | ф   | Единичка                                                     | Семён Финогенов, замполит |
| 2015      | ф   | Родина                                                       | Дмитрий |
| 2015      | с   | Обратная сторона Луны 2                                      | пассажир |
| 2015      | ф   | Ленинград 46 (фильм № 8 «Вера» — серии № 29-32)              | капитан, командир штрафной роты Данилова |
| 2015      | ф   | Счастье — это… (киноальманах; новелла № 5 «Последний пункт») | Сергей |
| 2015      | ф   | Норвег                                                       | Митяй (Селиванов) |
| 2015      | с   | Захват                                                       | Ковалёв |
| 2015      | ф   | Зелёная карета                                               | Вадим Раевский, режиссёр |
| 2015      | ф   | Училка                                                       | Кадышев, полковник спецназа, бывший ученик Аллы Николаевны |
| 2015      | с   | Родина                                                       | Олег Басов, депутат |
| 2016      | ф   | Пьяная фирма                                                 | Анатолий Чубайс |
| 2016      | ф   | Дух балтийский                                               | Фридрих |
| 2016      | ф   | Отражение радуги                                             | Филатов, майор полиции |
| 2017      | ф   | Трасса смерти                                                | Олег Звонарёв, следователь |
| 2017      | с   | Хождение по мукам                                            | Аркадий Жадов, поручик |
| 2017      | ф   | Сын                                                          | Андрей Сафронов, следователь |
| 2017      | ф   | Частное пионерское 3                                         | майор КГБ |
| 2018      | ф   | Последнее испытание                                          | Кадышев, полковник спецназа, бывший ученик Аллы Николаевны |
| 2018      | ф   | Облепиховое лето                                             | Александр Вампилов |
| 2018      | ф   | Черновик                                                     | Феликс |
| 2018      | ф   | Танки                                                        | генеральный конструктор Михаил Кошкин |
| 2018      | ф   | Прощаться не будем                                           | Сысоев, военный комендант города Калинина |
| 2018      | ф   | Тайна печати дракона                                         | начальник охраны Меншикова |
| 2018      | с   | Годунов                                                      | Василий Шуйский |
| 2018      | ф   | Команда                                                      | директор |
| 2019      | ф   | Небо измеряется милями                                       | Камов |
| 2020      | ф   | Последний министр                                            | Василий Макарович / Вася «Музыка» / господин Супарман, друг юности Тихомирова / глава индонезийской делегации (первый сезон, седьмая серия / второй сезон, десятая серия) |
| 2020      | с   | Территория                                                   | Николай |
| 2021      | ф   | Небесная команда                                             | Женя («Странник») |
| 2021      | ф   | Архипелаг                                                    | Стоцкий |
| 2022      | с   | Абсурд                                                       | Валентин Любавин («Валет») |
| 2022      | ф   | И снова здравствуйте!                                        | Борис Искрин, бандит |
| 2022      | ф   | Первый Оскар                                                 | Илья Копалин |
| 2022      | ф   | Дух балтийский ПВ                                            | Фридрих |
| 2022      | ф   | Ночной режим. Фильм                                          | Учитель |
| 2022      | ф   | Декабрь                                                      | снимался |
| 2022      | с   | Триггер 2                                                    | Пётр Сергеевич, главврач психиатрической клиники |
| 2022      | ф   | Нахимовцы                                                    | Андрей Логинов |
| 2022      | с   | Художник                                                     | Платон Семёнович («Ливер»), вор в законе |
| 2022      | ф   | Солнце на вкус                                               | папа Тимура |
| 2022      | ф   | Я люблю короче                                               | снимался |
| 2023      | с   | Библиотекарь                                                 | Максим Вязинцев |
| 2023      | кор | Остановка                                                    | снимался |
| 2023      | с   | Мосгаз. Последнее дело Черкасова                             | Ковалёв, майор милиции |
| 2024      | ф   | Беляковы в отпуске                                           | Паша Дубравин |
| 2024      | с   | Спойлер                                                      | снимался |
| 2024      | с   | Мосгаз. Метроном                                             | Виктор Ковалёв, майор милиции, заместитель начальника убойного отдела МУРа                                                                                                |
| 2024      | ф   | Северный полюс                                               | Живцов |
| 2025      | с   | Мосгаз. Розыгрыш                                             | Виктор Ковалёв, исполняющий обязанности начальника, старший оперуполномоченный убойного отдела МУРа                                                                       |

#### Режиссёр
| Год  |     | Название | Роль     |
| ---- | --- | -------- | -------- |
| 2012 | кор | GQ       | режиссёр |

#### Озвучивание компьютерных игр
Андрей Мерзликин участвовал в альтернативном озвучивании компьютерной онлайн-игры «World of Tanks».

#### Озвучивание мультфильмов
- 2012 — От винта 3D — Гром: истребитель МиГ-29
- 2013 — Привередливая мышка

#### Дубляж
- 2001 — Форсаж — Леон (Джонни Стронг)
- 2001 — Тренировочный день — Пол (Dr. Dre)

#### Участие в документальных фильмах
- 2014 — «Война и мифы» («Первый канал»; серия № 4 «Штрафбат»[14]) — Андрей Мерзликин читает воспоминания бойцов штрафного батальона Красной армии в годы Великой Отечественной войны[15].
- 2015 — «Дмитрий Донской. Спасти мир» (производство — ВГТРК, 2015 год; автор сценария — Владимир Фёдоров, режиссёр-постановщик — Сергей Дубинкин) — Андрей Мерзликин читает закадровый текст[16].
- 2016 — «Суворов. Альпы. 200 лет спустя» (по заказу ОАО «ТРК ВС РФ „Звезда“», 2015 год) — Андрей Мерзликин исполняет роль капитана Грязева, участника итальянского и швейцарского походов А. В. Суворова[17].

### Участие в видеоклипах
Кроме работ в кино и телесериалах, Андрей Мерзликин также снимался в музыкальных видеоклипах:
- на песню «В 91-м» рэпера Рич и писателя Захара Прилепина;
- на песню «Холодные дни» певца Анатолия Крупнова[18];
- на песни «Smile» и «Небо на земле» группы «Сети»;
- на песню «Земля» группы «Маша и медведи»;
- на песню «Песок сквозь пальцы» группы «Би-2»[19];
- на песню «Память» проекта «Скрэтч»;
- на песню «Думай сам» группы «25/17»;
- на песню «Ты снова ушла» группы «СерьГа»;
- на песню «Дождём» группы «J:МОРС»;
- на песню «Твою мать» группы «Драгни»[20].

### Телевидение
- С осени 2016 года Андрей Мерзликин ведёт (вместе с Алексеем Егоровым) документальный проект «Военная приёмка. След в истории» о военных событиях, людях, технике, вооружении прошлого и неизвестных подробностях великих сражений на телеканале «Звезда»[21].

## Награды, премии
- 1999 — приз за лучшую мужскую роль на Международном студенческом фестивале ВГИК — за роль в короткометражном художественном фильме «Как я провела лето» (режиссёр — Н. Погоничева).
- Дважды лауреат премии ФСБ:
  - 2010 — вторая премия ФСБ в номинации «Актёрская работа» — за исполнение роли начальника погранзаставы Андрея Кижеватова в фильме «Брестская крепость».
  - 2013 — первая премия ФСБ в номинации «Актёрская работа» — за исполнение роли майора милиции Андрея Балахнина в телесериале «Крик совы»[22].
- 2011 — главный приз «За выдающуюся актёрскую карьеру» IV кинофестиваля «Мужская роль» имени Ивана Мозжухина в Пензе — за исполнение роли начальника погранзаставы Андрея Кижеватова в фильме «Брестская крепость»[23][24].
- 2013 — серебряный знак «Почётный сотрудник Войсковой православной миссии» и юбилейная грамота — «за любовь к Богу и верность Отечеству»[25].
- 2015 — приз XXII Международного фестиваля актёров кино «Созвездие» в номинации «Лучшая мужская роль» — за роль лейтенанта Финогенова в фильме «Единичка» режиссёра Кирилла Белевича[26].
- 2018 — Заслуженный артист Российской Федерации (21 августа 2018 года) — за большой вклад в развитие отечественной культуры, искусства, средств массовой информации и многолетнюю плодотворную деятельность[2].
- 2024 — Медаль ордена «За заслуги перед Отечеством» II степени (22 июля 2024 года) — за большой вклад в развитие отечественной культуры и искусства, многолетнюю плодотворную деятельность[27].
- 2025 — премия «Фигаро»[28].

## Интересные факты
1-й курс во ВГИКЕ учился в качестве вольнослушателя[значимость факта?].